# Sestřelení bombardéru Godfathers Inc. 25. dubna 1945
Sestřelení bombardéru Godfathers Inc. 25. dubna 1945 je událost, k níž došlo během 36. mise amerického bombardéru B-17G Flying Fortress s. č. 42-97266 z 602. bombardovací perutě 398. bombardovací skupiny, 8. letecké armády amerického armádního letectva nad župou Sudety v Německu při útoku na letiště v Plzni. Po poškození zásahem flaku letoun přišel o část křídla a havaroval při nouzovém přistání poblíž Lhoty, jihozápadně od Plzně. Z osmičlenné posádky zahynulo pět letců na palubě, jeden byl po seskoku zastřelen a dva padli po seskoku do německého zajetí.

## 398. bombardovací skupina

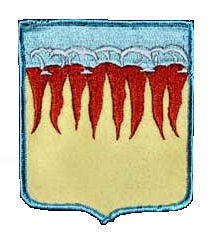
Emblém 398. bomb. skupiny.

Skupina byla založena 15. února 1943 a vybavena těžkými bombardéry B-17 Flying Fortress. Aktivována byla na začátku března 1943 na vojenské letecké základně Ephrata se čtveřicí bombardovacích perutí. Výcvik zakončila 20. dubna 1943 ve washingtonském Geiger Field. Od června do prosince 1943 působila na letecké základně u Rapid City v Jižní Dakotě, kde do konce roku vycvičila 326 posádek B-17. Od začátku roku 1944 se skupina začala cvičit pro boj a v dubnu 1944 přesunula do Anglie. Přiřazena byla k 8. letecké armádě a umístěna na základně Nuthampstead, kde v květnu 1944 začalo její bojové nasazení trvající až do konce války v Evropě. Vedla především strategická bombardování proti průmyslovým a dopravním cílům v Německu, výjimkou se v červnu 1944 staly útoky při bitvě o Normandii a následující podpora ostatních vojsk jako např. při bitvě v Ardenách. Poslední bojovou misí za druhé světové války byl útok na letiště v Plzni. Po skončení války v Evropě přepravovala skupina osvobozené zajatce z Německa do Francie.

## Letadlo
V 30. letech 20. století se společnost Boeing zúčastnila soutěže o dodávku 200 čtyřmotorových dálkových bombardérů, ale její prototyp havaroval, byť v soutěži exceloval svými parametry. Letecké sbory letoun objednaly v malé sérii a v roce 1938 byl uveden do služby. I následně se konstrukčně vyvíjel do mnoha variant a stal se 3. nejvyráběnějším bombardérem všech dob. Americké armádní letectvo jej během druhé světové války používalo především pro denní strategická bombardování proti nepřátelským průmyslovým a vojenským cílům. Armádní letectvo B-17 propagovalo jako strategickou zbraň, neb byl relativně rychlý, operoval ve velkých výškách, měl dlouhý dolet a těžkou obrannou výzbroj. Zároveň byl odolný a dokázal se z mise vrátit i s těžkými poškozeními.
Konkrétní letadlo 42-97266 bylo vyrobeno společností Boeing ve výrobním bloku B-17G-45-BO Fortress. Prvně bylo 12. března 1944 přiděleno k 388. bombardovací skupině působící na základně RAF Knettishall. Následující rok bylo 12. ledna přiřazeno k 398. bombardovací skupině.
Ač dokument Missing Air Crew Report 14224, vyšetřovací zpráva havárie, opakovaně uvádí, že přezdívku letoun neměl, v několika dokumentech se objevuje přezdívka letadla „Godfathers Inc.“.

## Posádka
Letounu velel 1. pilot nadporučík Allan Ferguson. Celou posádku tvořili (věk v době události)::4, 14
- 1. pilot: 2nd Lt. Allan H. Ferguson, Jr. (21 let)[10]
- 2. pilot: F/O John Robert Halbert (21 let)[11]
- navigátor: 2nd Lt. Howard Udell Feldman (20–21 let)[12][13]
- radiooperátor: T/Sgt. Michael J. Brennan, Jr. (Mike, 19 let)[14]
- střelec spodní věže: S/Sgt. William D. O'Malley, Jr. (Bill, 20 let)[15]
- palubní mechanik a střelec horní věže: T/Sgt. Joseph Alexander Heustess, Jr. (Joe, 22 let)[16]
- zadní střelec: S/Sgt. Byron O. Young  (22 let)[17]
- pravý boční střelec: S/Sgt. Harry I. Mazer (19 let)[18][19]

John Halbert při tomto letu, své první misi, zaskakoval za Johna Smithe, druhého pilota stálé posádky, protože ten byl při záskoku v jiné posádce sestřelen dva týdny před touto misí. Letu se neúčastnil ani Harry Gray, přední střelec ošetřovaný v době mise v nemocnici se zraněním z předešlého letu. Když měl být v půlce dubna H. Gray z nemocnice propuštěn, byla na pokoji zjištěna infekční spála a pokoj byl umístěn do karantény na 10 dní. H. Gray byl propuštěn 25. dubna a následně se v kasárnách dozvěděl o sestřelu posádky.

## Poslední let

### Průběh operace
1. americká armáda požádala o letecký útok na Škodovy závody,:22–23 protože šlo o poslední velkou a funkční zbrojovku nacistického Německa.:292 8. letecká armáda USAAF na zmíněnou žádost provedla misi č. 968. Při ní zamířilo z Velké Británie na Plzeň ráno 307 letadel B-17 z 1. bombardovací divize:92 v doprovodu 206 stíhaček P-51 Mustang, z toho 78 bombardérů mělo za cíl vojenské letiště na Borech.:92 Některé letce v průběhu přeletu nad cíl šokovalo bezprecedentní varování Škodováků před náletem, které bylo opakovaně odvysíláno stanicí BBC již v průběhu jejich letu. Protivzdušná obrana Plzně zahájila přípravy i přešla do stavu nejvyšší pohotovosti. Velitelství 8. letecké armády přikázalo bombardovat jen při vizuálním kontaktu, letouny se musely nad cíl vracet opakovaně a tak vzrůstalo nebezpečí sestřelu protivzdušnou obranou.
Letecký poplach byl v Plzni oznámen v 10.11. Nad Plzeň doletělo 276 letounů v doprovodu 188 stíhaček. První bomby začaly padat v 10.26 a zasáhly Lochotín,:292 tamní hořící budovy se staly orientačními body pro další nálety. 398. bombardovací skupina měla společně s 91. bombardovací skupinou zaútočit na letiště na Borech.

### Poškození letadla a jeho havárie
V létající pevnosti B-17G se s.č. 42-97266 a volacím znakem K8-G velel osmičlenné posádce na její 26. společné misi Allan Ferguson Mise nad Plzní znamenala jedenáctihodinový let a posádka navíc netušila, že po varování BBC se na nálet připravila protivzdušná obrana.
V rámci bojové formace bylo letadlo A. Fergusona na okraji levého křídla horní perutě skupiny A.:6 Formace během prvého přeletu nenašla pro špatnou viditelnost cíl a přeletěla jej bez bombardování.:9 Celá letka se musela otočit a vydat se nad borské letiště znovu.
Když se peruť blížila ve výšce přibližně 6850 metrů:12 podruhé nad cíl okolo 11.14:14, zasáhla střelba z flaku obě křídla letounu a část pravého křídla se utrhla. Letadlo po zásahu odvysílalo radiovou zprávu, ale ač ji okolní bombardéry zachytili, nebyla srozumitelná. Letec Donald Oswalt z posádky letadla 44-8274 vypověděl, že po zásahu se letadlo odpojilo od formace, posunulo se na úroveň čela, aby se otočilo a zamířilo zpět v náklonu.:9 Podle Jamese Lawrence z letadla 44-8274 zůstávala za poškozeným motorem stopa černého dýmu.:7 Za formací vypustilo zbylé pumy a přešlo do rychlého letu ve směru k formaci.:9 Zhruba po minutě a půl se letadlo neudrželo ve formaci, jeho let se stočil vlevo a letoun začal nekontrolovaně klesat ve spirále, která trvala alespoň minutu.:8 Pilot získal nad letadlem kontrolu a ještě nad úrovní mraků letadlo vyrovnal.:9 Před vyrovnáním letadla viděl D. Oswalt z letadla vyskočit dva letce na padácích,:9 Florian Wierdak z posádky letadla 44-8644 a Eugene Wrobel z letadla 44-8500 viděli tři otevřené padáky.:8:11 Z letadla vyskočili tři členové posádky,:8 radiooperátor Michael Brennan, střelec spodní věže William O'Malley a boční střelec Harry Mazer. Allen Ostrom uvádí, že z letadla se dostal ještě B. Young. Po půl minutě letadlo zmizelo v mracích,:9 podle Carltona Creswella z letadla 43-38794 se letoun zřítil mezerou mezi mraky přímo dolů.:10
Při hledání vhodného místo pro nouzové přistání letoun zakroužil v prostoru mezi Liticemi, Lhotou u Dobřan a Radobyčicemi. V Radobyčicích dopadly některé pravděpodobně nouzově odhozené letecké pumy. Otec Jindřišky Martínkové pozoroval od svého domu kouřící Plzeň po skončeném náletu, když si všiml nízko letícího, blížícího se letadla, ze kterého padala bomba. Ukryl se a vzápětí slyšel výbuchy, jeden jej zasypal hlínou, další bomba dopadla do blízkého pole a třetí na zahradu. Letoun u Radobyčic stočil svůj let do polí a nejspíše i k místu dopadu. Nejspíše při pokusu o nouzové přistání letadlo havarovalo na poli při jihozápadním okraji Lhoty. Většinu letadla na zemi zachvátil požár, neporušené zůstaly jen některé části křídel a zadní část trupu se směrovkou. Zbývající pětice letců pravděpodobně zemřela při této havárii a následném požáru.
Posádka A. Fergusona byla zcela poslední sestřelenou posádkou 8. letecké armády v druhé světové válce.

### Po dopadu
Přeživší členové posádky si nebyli jistí, kdo vyskočil s nimi, zda B. Young či M. Brennan.:25–26 Protože ostatky B. Younga byly vyproštěny z trosek letadla,:18 šlo o M. Brennana. Přeživší slyšeli ze směru doskoku M. Brennana výstřely.:26 Michael Brennan byl u litického hřbitova byl zastřelen vojákem či důstojníkem Wehrmachtu.
Letci W. O'Malley a H. Mazer zachránění seskokem na padácích byli zajati příslušníky Luftwaffe, eskortováni pěšky přes Litice na hořící plzeňské Letiště Bory. Následující necelé dva týdny do konce války přečkali jako váleční zajatci ve společnosti pilota P-51 a dalších dvou sestřelených letců z jiné bombardovací skupiny, když pod pečlivým dozorem německou hlídkou ustupovali přes Sudety a původní československé hranice do Rakouska. Konec války je zastihl v táboře Wehrmachtu mezi rakouským Lincem a Salcburkem.
Trosky letadla nebyly během války odstraněny a po válce je postupně rozebírali obyvatelé. Jeden z motorů byl odvezen do vsi Hradiště, odkud se v osmdesátých letech 20. století dostal převezen do Leteckého muzea Kbely. V současnosti je vystavován v expozici Letecká technika v Jizerskohorském technickém muzeu v Bílém Potoce.
Harry Mazer se později stal uznávaným spisovatelem. Vzpomínky na nálet 25. dubna 1945 jsou námětem jeho románu The Last Mission, jehož překlad vyšel v Česku v roce 2003 pod názvem Osudová mise.

## Legenda o lynči
Po skončení války, nejspíše ještě v květnu, se rozšířila nepravdivá legenda, že dvanáctičlenná posádka byla v Liticích ubita Němci vším, co bylo po ruce, ubodána vidlemi a následně nedůstojně pohřbena.:97 Obyvatelé Litic byli převážně Němci a vesnice proto byla za války na území odtržených Sudet. Ač z osmi letců zemřelo pět v troskách letadla, jeden byl nejspíše zastřelen vojáky a dva se stali zajatci, pověst stavěla na svědectví francouzského zajatce o lynči, jehož obětí se američtí letci měli stát. Existuje i rukopisný seznam domněle zavražděných vojáků, který byl vložen do litické kroniky. Ze dvanácti jmen jich pět patří zesnulým mužům z posádky A. Fergusona dalších šest jmen je neznámých a poslední jméno patří Haroldovi Cramerovi, 2. pilotovi bombardéru B-17G ze 447. bombardovací skupiny, který byl sestřelen 19. dubna 1945 při náletu na Pirnu. Neznámá jména, nejspíše patřící australským vojákům, kteří zahynuli při přemisťování ze zajateckého tábora, pochází z neurčené zprávy vyšetřovací komise americké armády z roku 1945. Podle historika Karla Fouda jsou zcela smyšlené zmínky o rituálních tancích na nedůstojných hrobech vojáků. Považuje je za výsledek poválečného napětí mezi sudetskými Němci a Čechy. Zmínky o 12 letcích zabitých obyvateli se objevují i v 21. století.

## Pohřbení

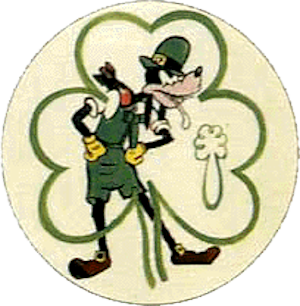
Emblém 602. bombardovací perutě.

Letci zabití v letadle byli pohřbení na litickém hřbitově do společného hrobu. Po osvobození byly ostatky americkou armádou exhumovány a odvezeny k provizornímu pohřbení, později byly pohřbeni řádně.
Navigátor Howard U. Feldman je pohřben na americkém vojenském hřbitově Lorraine American Cemetery and Memorial ve francouzském Saint-Avold. Pilot Allan Ferguson je pochován na Memorial Park Cemetery and Crematorium v illinoiské „vesnici“ Skokie. John Halbert je pohřben na Saint Pius X Cemetery v pensylvánském Mount Pleasant. Na hřbitově Long Island National Cemetery v newyorském East Farmingdale leží Michael Brennan. Joseph Heustess byl pohřben na First United Methodist Cemetery ve Winnsboro v Jižní Karolíně.
Ostatky Byrona Younga byly nejdříve identifikovány jako ostatky Joea Heustesse a provizorně pochovány na americkém vojenském hřbitově v Norimberku.:18–19 Následně byly exhumovány a 16. srpna 1945 pohřbeny také na Lorraine American Cemetery and Memorial. Na konci ledna 1946 byly ostatky označeny jako neznámý X-1079, v únoru 1946 byly správně identifikovány jako ostatky B. Younga.:18–19 Byron Young byl nakonec pohřben na Fort Snelling National Cemetery v minnesotském hlavním městě Minneapolis.
Harry Mazer zemřel 7. dubna 2016 ve věku 90 let, místo pohřbení není známé. William O'Malley se dožil 94 let. Zemřel 7. června 2019 a je pohřben na Windridge Memorial Park and Nature Sanctuary v illinoiském Cary.

## Připomínka padlých
V Liticích byl 6. července 1946 odhalen pomník letcům z posádky Allana H. Fergusona od Josefa Nechutného. Na neopracovaném bloku štěnovické žuly byla umístěna skleněná deska s vyobrazením formací letadel, českou a americkou vlajkou a textem nesprávně připomínající 12 letců ubitých Němci.
Komunistický režim se snažil, aby se na účast a zásluhy západních spojeneckých armád zapomnělo. Pomník byl proto nejprve přesunut od hlavní silnice na roh ulic Spádná a K Rokli. V roce 1960 byla vyměněna pamětní deska – místo zmínky amerických letců nesla nová deska citát Julia Fučíka Lidé, měl jsem vás rád, bděte! a text Na věčnou památku bojovníkům proti fašismu věnují občané Litic. V roce 1978 byla deska přemístěna do Lidového domu. Obyvatelé však na americké osvoboditele nezapomínali. V roce 1985 uctilo v Liticích památku amerických letců přibližně 200 lidí z Plzně a okolí. Pietního aktu se zúčastnil i americký velvyslanec William Luers, který v krátkém projevu připomněl roli amerických vojáků při osvobozování západních Čech.
Po Sametové revoluci byla nalezna původní deska – v dobrém stavu s drobnými povrchovými poškozeními, ale pro její určitou historickou hodnotu byla uložena v muzeu. V roce 1990 byla na pomník instalována její kopie a tak deska stále nesprávně uváděla 12 ubitých letců. V červnu 2000 desku doplnila samostatná tabule se správnými informacemi a jmény šestice zahynulých letců, kterou pořídili přeživší členové stálé posádky zříceného bombardéru a Letecko-historické sdružení SLET Plzeň. Pomník je místem každoroční pietní akce za účasti obyvatel, zástupců samospráv a Velvyslanectví USA, příslušníků ozbrojených složek a dalších.
Dne 25. dubna 2025 byla odhalena nová pamětní deska (v pořadí čtvrtá), po osmdesáti letech konečně obsahující přesné informace.
Joseph Heustess je uveden s dalšími 28 muži na památníku druhé světové války v parku někdejšího institutu Mt. Zion ve Winnsboro.